# Оро, Фаустино
Фаустино Оро (исп. Faustino Oro; род. 14 октября 2013, Буэнос-Айрес) — аргентинский шахматист, вундеркинд, самый юный в истории шахмат международный мастер, самый юный шахматист, достигший рейтинга 2300.

## Биография
В шахматы мальчик начал играть во время пандемии. Во время карантина родителям было нужно чем-то занять малыша, чтобы тот не играл с мячом дома и не портил вещи, и тогда мать ребёнка, Ромина Симонди, предложила открыть ему учётную запись на Chess.com.
Семья Оро переехала из Аргентины в испанский город Бадалона, чтобы их сыну было легче развивать свою шахматную карьеру. Фаустино занимается с пятью тренерами.
В марте 2024 года Фаустино обыграл шестнадцатого чемпиона мира по шахматам Магнуса Карлсена с контролем времени по одной минуте «пуля» на платформе Chess.com, за что получил прозвище «шахматный Месси».
Фаустино является чемпионом Аргентины среди мальчиков до 8 лет; победитель панамериканского чемпионата до 10 лет.
Участник чемпионата мира по рапиду и блицу 2023.
Стал приглашённым гостем на 45-й шахматной олимпиаде, сделав первый ход в шестом туре за чемпиона мира Дин Лижэня, положив начало игре.
В 2024 году занял 4 место в чемпионате Аргентины среди мужчин.
В январе 2025 года принял участие в турнире Tata Steel Chess-Challengers.

## Рекорды
Фаустино Оро принадлежит несколько шахматных рекордов:
- Стал самым молодым игроком, преодолевшим рубеж рейтинга 2200 в возрасте 9 лет и 3 месяцев.
- Стал самым молодым игроком, преодолевшим рубеж рейтинга 2300 в возрасте 9 лет и 6 месяцев.
- Стал самым молодым игроком, получившим норму международного мастера в возрасте 9 лет и 11 месяцев.
- Стал самым молодым международным мастером в истории в возрасте 10 лет, 8 месяцев и 16 дней.
- Стал самым молодым игроком, достигшим рейтинга 3000 в блиц на платформе Chess.com.